# José Mariano de Conceição Vellozo
José Mariano de Conceição Vellozo (també dit José Mariano da Conceição Veloso) (1742 – 1811) va ser un botànic brasiler que va catalogar espècimens, per exemple: Cedrela fissilis Vell. en Florae Fluminensis (1825–27; 1831). Nasqué a Tiradentes, anteriorment anomenada São José do Rio das Mortes, estat de Minas Gerais; i morí a Rio de Janeiro.
Estant a la Universitat de Coimbra a Portugal en la dècada de 1790,treballà amb Martim Francisco Ribeiro de Andrada en la traducció d'obres de mineralogia i agricultura.

## Obres
- Dickson James; Vellozo (ed.) Plantarum Cryptogamicarum Britanniae Lusitanorum Botanicorum (1800)
- Florae Fluminensis (1825–27; 1831) Obra principal
- O Fazendeiro do Brasil (1798–1806)